# Instituto de Consejeros-Administradores
El Instituto de Consejeros-Administradores (IC-A), la asociación española de Consejeros, cuenta con un acreditado reconocimiento internacional y nacional como experto en buen gobierno corporativo. Es una asociación sin ánimo de lucro española dedicada a la creación, difusión y defensa de las buenas prácticas de gobierno corporativo. Agrupa, a título individual, a miembros de consejos de administración de sociedades españolas, incluyendo a consejeros del IBEX 35 y otras cotizadas en Bolsas y Mercados Españoles, a empresas no cotizadas, familiares, entidades públicas y organizaciones sin ánimo de lucro. El IC-A colabora con los inversores institucionales internacionales habiendo sido el anfitrión de la primera conferencia de ICGN en Madrid. Fue fundado en 2003 y representa a España en la Confederación Europea de Asociaciones de Consejeros (ecoDa), que a su vez consolida la voz de 50.000 consejeros europeos. Está presidido, desde 2015, por Jesús María Caínzos Fernández y su Director Ejecutivo es Juan Álvarez-Vijande García.

## Actividades
El IC-A ha elaborado los Principios de Buen Gobierno Corporativo para empresas cotizadas y ha sido invitado a participar como experto en la elaboración de códigos de buen gobierno emitidos por la Comisión Nacional del Mercado de Valores de España. El IC-A publica documentos e informes de opinión que sirven de referencia y son tenidos en cuenta por expertos en gobierno corporativo a nivel internacional y nacional,  citados frecuentemente en medios de comunicación. Además, el IC-A ha elaborado los Principios de Buen Gobierno Corporativo para Empresas No Cotizadas, ha participado en la realización del Corporate Governance Guiandance and Principles for Unlisted Companies in Europe de ecoDa, para Europa, y ha contribuido en el Reino Unido a la elaboración de los The Wates Corporate Governance Principles for Large Private Companies del Financial Reporting Council, FRC, UK.  En 2021 Juan Álvarez-Vijande (IC-A) y Roger Baker (IoD) copresidieron el grupo de trabajo formado por representantes de institutos de consejeros europeos que elaboraron la actualización de la guía europea ecoDa Corporate Governance Guidance and Principles for Unlisted Companies in Europe. El IC-A también promueve el buen gobierno mediante programas especializados de formación para consejeros y consejos de administración.

## Publicaciones del IC-A
- Guía Práctica del Consejo de Administración[22]

- Código de Ética para Empresas[23] / Publicación disponible también en inglés: Code of Ethics for Companies[24]

- Cuestionario de Autoevaluación en Buen Gobierno Corporativo para Empresas No Cotizadas[25] / Publicación disponible también en inglés: Self-Evaluation Questionnaire on Good Governance for Unlisted Companies[26]
- Principios de Buen Gobierno Corporativo para Empresas No Cotizadas[27][28] / Publicación también disponible en inglés: Principles of Good Corporate Governance for Unlisted Companies[29]

- Principios de Buen Gobierno Corporativo[30] / Publicación también disponible en inglés: Principles of Good Corporate Governance[31]

- Funciones del Consejo de Administración[32]
- Funciones de los Consejeros[33]
- Guía Práctica de Buen Gobierno para las ONG: Asociaciones de Utilidad Pública y Fundaciones[34]
- El Papel del Consejero Coordinador[35] / Publicación disponible también en inglés: The role of the lead Independent Board Director[36]
- Sostenibilidad e Información No Financiera: Implicaciones para los Consejos de Administración[37] / Publicación disponible también en inglés: Sustainability and Non-Financial Information: Implications for Boards of Directors[38]
- El Secretario del Consejo de Administración[39]